# 聖路易德爾卡門
聖路易德爾卡門（西班牙語：San Luis del Carmen），是薩爾瓦多的城鎮，位於該國西北部，由查拉特南戈省負責管轄，面積21.31平方公里，海拔高度361米，2007年人口1,173，人口密度每平方公里55.04人。
13°58′N 88°58′W / 13.967°N 88.967°W